# Zelgoszcz (województwo pomorskie)
Zelgoszcz – wieś kociewska w Polsce położona w województwie pomorskim, w powiecie starogardzkim, w gminie Lubichowo na północnym skraju Borów Tucholskich przy 214. Przebiega tędy trasa (zawieszonej obecnie) linii kolejowej nr 218 (Szlachta – Myślice). W miejscowości znajdują się trzy jeziora polodowcowe: Jezioro Zelgoszczek, jezioro Stare i Jezioro Dama. 

## Historia
Od końca października 1906 r. do 9 kwietnia 1907 r. w miejscowej szkole elementarnej trwał strajk dzieci przeciwko nauczaniu religii w języku niemieckim. Z uczestników strajku znane są nazwiska następujących dzieci: Drost, Jędrzejewski, Piontek, Tuszyński, Szwoch. Strajk był elementem znacznie większej akcji biernego oporu wobec pruskich władz szkolnych, która na przełomie 1906 i 1907 r. objęła ponad 460 (!) szkół w prowincji Prusy Zachodnie, czyli przedrozbiorowe Pomorze Gdańskie, Powiśle, ziemię chełmińską i ziemię lubawską oraz część Krajny. Inspiracją dla strajków pomorskich były wcześniejsze działania dzieci w prowincji wielkopolskiej, ze słynnym strajkiem we Wrześni (1901) na czele.
Wieś królewska Zelgoscz w 1664 roku należała do starostwa gniewskiego. W latach 1975–1998 miejscowość należała administracyjnie do województwa gdańskiego.
W Zelgoszczu urodził się poeta i filolog – Paweł Wyczyński.